# Sipos Adrián
Sipos Adrián (Szombathely, 1990. március 8. –) magyar válogatott kézilabdázó, a német MT Melsungen játékosa.

## Pályafutása

### Klubcsapatokban
Tizennégy éves korában a helyi Szombathelyi Tanárképző SE csapatában kezdett kézilabdázni. Ezt követően az MKB Veszprém utánpótlás csapataiban játszott. 2010-ben Romániában folytatta pályafutását, játszott a CSM Bacău és a Székelyudvarhelyi KC együttesében is, mielőtt 2016-ban visszatért Magyarországra, ahol a Grundfos Tatabányához írt alá. Öt éven át volt a klub játékosa, 2021 nyarán a Telekom Veszprém igazolta le. Két-két SEHA-liga és magyar kupa és egy magyar bajnoki győzelem után 2023-ban a német első osztályú MT Melsungen játékosa lett.

### A válogatottban
A magyar válogatottban 2018-ban mutatkozott be, majd részt vett a 2019-es világbajnokságon és a 2020-as Európa-bajnokságon. Tagja volt a 2021-es világbajnokságon 5. helyezett csapatnak.

## Sikerei
- Magyar bajnok: 2023
- Magyar kupa-győztes: 2022
- SEHA-liga-győztes: 2021, 2022

## További információ
Sipos Adrián az EHF oldalán